# Zond 2
Zond 2 là một tàu vũ trụ thăm dò không gian của Liên Xô, một thành viên của chương trình Zond, và là phi thuyền thứ năm của Liên Xô cố gắng thực hiện một chuyến bay sát sao Hỏa. (xem Thăm dò sao Hỏa)

## Lịch sử
Zond 2 mang theo một máy ảnh chụp truyền hình cùng loại với thiết bị sau này được sử dụng để chụp ảnh Mặt Trăng trên Zond 3. Hệ thống camera của tàu vũ trụ này cũng bao gồm hai máy đo phổ tia cực tím. Như trên tàu vũ trụ Mars 1, một máy quang phổ hồng ngoại được lắp đặt để tìm kiếm các dấu hiệu của mêtan trên sao Hỏa.
Zond 2 cũng mang theo sáu PPT phục vụ như những thiết bị truyền động của hệ thống kiểm soát độ cao. Các thiết bị này là những PPT đầu tiên được sử dụng trên tàu vũ trụ. Hệ thống đẩy PPT đã được thử nghiệm trong vòng 70 phút.
Zond 2, một tàu vũ trụ Mars 3MV-4A, đã được phóng vào ngày 30 tháng 11 năm 1964. Trong một số lần chuyển hướng tàu vũ trụ này được thực hiện vào đầu tháng 5 năm 1965, liên lạc với Zond 2 đã bị mất. Chỉ chạy bằng một nửa sức mạnh do mất một trong những tấm năng lượng mặt trời của nó, tàu vũ trụ đã bay sát qua sao Hỏa vào ngày 6 tháng 8 năm 1965 ở tốc độ 5,62 km/s, cách hành tinh 1.500 km.